# Wolfgang Malisch
Wolfgang Malisch (* 6. Juni 1943) ist ein deutscher Chemiker, Hochschullehrer und Basketballfunktionär.

## Leben
Malisch wurde in Oberschlesien geboren, ab 1949 wuchs er in Waldbüttelbrunn im unterfränkischen Landkreis Würzburg auf. Als aktiver Sportler wurde er unterfränkischer Tischtennis-Meister im Doppel, war Handballtorwart und interessierte sich für Fußball. Als Musiker (Gitarre) spielte er in den 1960er und 1970er Jahren in mehreren Gruppen, darunter „The Swinging Five“, „The Blizzards“ und „The Nightbirds“. 1962 legte er am Röntgen-Gymnasium Würzburg sein Abitur ab und absolvierte von 1962 bis 1967 an der Julius-Maximilians-Universität Würzburg ein Studium der Chemie. Seine Diplomarbeit (Thema: „Über Trimethylsilyl-substituierte Alkylenphosphorane“) sowie 1970 seine Doktorarbeit mit dem Thema „Das Siliciumatom als Carbanion-Substitutent in Phosphor-Yliden“ schrieb er bei Hubert Schmidbaur. 1971 wurde Malisch mit dem Preis der Unterfränkischen Gedächtnisstiftung für Wissenschaft ausgezeichnet. 1975 legte er in Würzburg seine Habilitation mit dem Thema „Synthese und Reaktivität von komplexen Systemen mit (IVB-und VB)-Element-Übergangsmetalleinheiten“ vor. Er arbeitete als wissenschaftlicher Mitarbeiter an der Würzburger Universität, angebotene Professuren an anderen Hochschulen lehnte er ab und trat 1980 eine Professorenstelle am Institut für Anorganische Chemie der Julius-Maximilians-Universität an. Die Schwerpunkte seiner wissenschaftlichen Arbeit waren Metallasilanole und Metallsiloxane der Chrom- und Eisentriade sowie Phosphanido-, Phosphenium- und Phosphinidenkomplexe. 1983 und 1985 weilte er als Gastprofessor an der Universität Nizza. 2006 gründete er mit Mitstreitern eine Firma für industrielle Auftragsforschung. Ende September 2008 ging Malisch als Universitätsprofessor offiziell in den Ruhestand, arbeitete aber im Rahmen einer Seniorprofessur weiter.
Über zwei Studenten, die bei der DJK Würzburg spielten, kam Malisch zum Basketball, 1987 übernahm er die Leitung der Basketballabteilung der DJK Würzburg und engagierte sich als Manager. In seiner Amtszeit stieg die Würzburger Damenmannschaft 1996 sowie die Herrenmannschaft mit Dirk Nowitzki, Demond Greene und Robert Garrett 1998 in die Basketball-Bundesliga auf. Malisch war maßgeblich daran beteiligt, im Würzburger Basketball professionelle Strukturen aufzubauen und die Talentförderung, unter anderem 1994 durch die Einrichtung eines Basketballinternats, voranzutreiben. 2005, im Jahr als die Spielbetriebsgesellschaft der Würzburger Mannschaft in Finanznot geriet und letztlich Insolvenz anmeldete, endete seine Tätigkeit als Manager. In einem Artikel anlässlich Malischs 75. Geburtstag bezeichnete ihn die Main-Post als „unermüdlichen Antreiber und Spiritus Rector der damaligen DJK-Basketballer“.
Von 1992 bis 1998 war Malisch Präsident der AG 2. Basketball-Bundesliga und zwischen 1998 und 2004 Vizepräsident der AG Basketball-Bundesliga. Danach blieb er Ratgeber des damaligen Bundesliga-Geschäftsführers Jan Pommer.
Malisch wurde für seine Verdienste um den Sport die Carl-Diem-Plakette der Stadt Würzburg verliehen, 2004 wurde er mit dem Bundesverdienstkreuz am Bande der Bundesrepublik Deutschland ausgezeichnet.